# Beilschmiedia michelsonii
Beilschmiedia michelsonii är en lagerväxtart som beskrevs av Robyns & Wilczek. Beilschmiedia michelsonii ingår i släktet Beilschmiedia och familjen lagerväxter. Inga underarter finns listade i Catalogue of Life.